# 알베르토 안드라데
알베르토 마누엘 안드라데 카르모나(스페인어: Alberto Manuel Andrade Carmona, 1943년 12월 24일 ~ 2009년 6월 19일)는 페루 변호사 출신으로 지난날 페루 3선 리마 시장 직책을 지낸 정치인이다.
1983년 9월 22일을 기하여 페루 기독국민당에 입당을 하여 페루 기독국민당 전임위원 직위를 거쳐 페루 기독국민당 대표최고위원 직위를 역임하였으며 1995년 12월, 페루 리마 시장 선거에 페루 기독국민당 후보로 출마하여 "평화의 페루 리마"를 부르짖고 결국 당선되어 1996년 1월 1일 페루 리마 시장 초선 취임한 이후 1996년 8월 26일을 기하여 페루 기독국민당 탈당을 하여 무소속 전향한 그는 1년 후 1997년 6월 1일을 기하여 소모스 페루 민주당에 새로 입당하여 소모스 페루 민주당 대표최고전임고문 직위를 지냈으며 1998년 5월, 페루 리마 시장 선거에 소모스 페루 민주당 후보로 재선에 도전하여 결국 재선에 성공하였고 1998년 6월 1일, 두 번째로 페루 리마 시장 취임하였으며 그 후 1999년 12월 16일을 기하여 소모스 페루 민주당 탈당을 선언하여 또다시 무소속 재전향한 그는 2000년 5월 28일, 세 번째로 페루 리마 시장 선거에 무소속 후보 출마하여 결국 세 번째 당선되었고 2000년 6월 1일, 세 번째이자 마지막으로 페루 리마 시장 취임하였으며 그 후 2002년 3월 16일을 기하여 차기 페루 리마 시장 선거 불출마 선언을 한 그는 이후 같은 해 2002년 12월 1일을 기하여 페루 리마 시장 직책에서 사퇴하였다. 후임 리마 시장으로는 리마 제1부시장 겸 시장 직무대행 루이스 카스타녜다 로시오 부시장이 차기 리마 시장 선거에 무소속 후보로 출마하여 당선되었다.

## 역대 선거 결과
| 선거명      | 직책명        | 대수 | 정당               | 1차 득표율 | 1차 득표수  | 2차 득표율 | 2차 득표수 | 결과 | 당락           |
| ----------- | ------------- | ---- | ------------------ | ---------- | ----------- | ---------- | ---------- | ---- | -------------- |
| 1995년 선거 | 리마 시장     | 65대 | 소모스 페루 민주당 | 52.06%     | 1,495,533표 |            |            | 1위  | 리마 시장 당선 |
| 1998년 선거 | 리마 시장     | 65대 | 소모스 페루 민주당 | 58.75%     | 1,837,226표 |            |            | 1위  | 리마 시장 당선 |
| 2000년 선거 | 페루의 대통령 | 54대 | 소모스 페루 민주당 | 3.00%      | 333,048표   |            |            | 3위  | 낙선           |
| 2002년 선거 | 리마 시장     | 66대 | 소모스 페루 민주당 | 29.87%     | 1,064,632표 |            |            | 2위  | 낙선           |